# Bourbon Ferenc spanyol király
Bourbon Ferenc (Aranjuez, Spanyolország, 1822. május 13. – Épinay-sur-Seine, Franciaország, 1902. április 16.), ragadványneve: Assisi Ferenc, teljes neve spanyolul: Francisco de Asís María Fernando de Borbón y Borbón-Dos Sicilias. Cádiz hercege, Spanyolország királya iure uxoris, II. Izabella spanyol királynő férje, XII. Alfonz apja, Habsburg–Tescheni Mária Krisztina apósa és XIII. Alfonz nagyapja volt.

## Élete

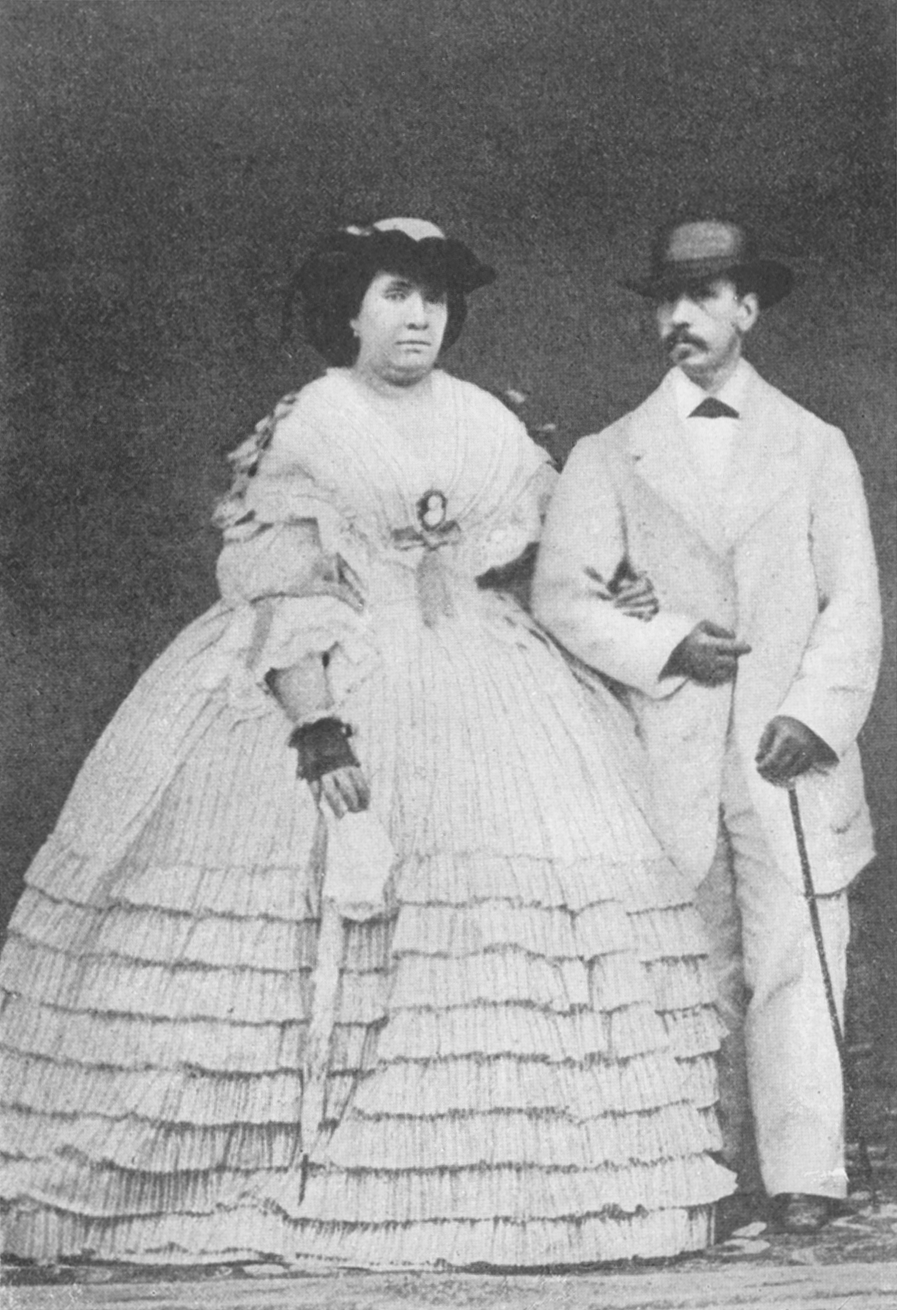
II. Izabella és férje, Bourbon Ferenc király

Bourbon (Paulai) Ferencnek (1794–1865) spanyol királyi hercegnek és Cádiz hercegének, IV. Károly spanyol király fiának és első feleségének, Bourbon Lujza szicíliai királyi hercegnőnek, I. Ferenc nápoly–szicíliai király lányának a legidősebb csecsemőkort túlélt fia. 
(Paulai) Ferenc cádizi hercegnek a bátyja, VII. Ferdinánd spanyol király fiúörököse nem lévén a régi kasztíliai trónöröklés visszaállításával jelölte legidősebb lányát, Izabella infánsnőt a trónra, de a Bourbon-ház trónra léptével a nők trónöröklési jogát hatályon kívül helyezték, és a száli frank trónöröklést vezették be. Ez utóbbi értelmében VII. Ferdinánd legidősebb öccsének, Károlynak kellett volna követnie a trónon a királyt, aki bátyja halála után fellépett a nőuralom ellen, és önmagát tartotta a jog szerinti királynak V. Károly néven. Követőit nevezték karlistáknak. 
VII. Ferdinánd ifjabb öccse, (Paulai) Ferenc cádizi herceg viszont támogatta bátyja trónöröklési terveit, és II. Izabellát közvetlenül apja halála után 1833-ban, háromévesen kiáltották ki királlyá, és nevében anyja, Mária Krisztina özvegy királyné vette át a régensséget. Az ifjú királynő férjéül pedig elsőfokú unokatestvérét, (Paulai) Ferenc fiát, (Assisi) Ferenc herceget jelölték ki, hogy a karlistákkal szemben a támogatásukat megszerezzék a királyi családban. 
Az esküvőre 1846. október 10-én került sor. Ferenc a házassága révén megkapta a királyi címet, de nem vált társuralkodóvá. Ferenc homoszexualitása miatt II. Izabella gyermekei apjának a királynő aktuális szeretőit tekintették, de erre a mai napig semmi bizonyíték nincsen. 1868 szeptemberében Juan Prim és Francisco Serrano tábornokok felkelése következtében II. Izabellát megfosztották trónjától, és a királynő a férjével együtt III. Napóleon francia császárhoz menekült, formális lemondás nélkül. 
II. Izabella 1870-ben lemondott a fiuk, XII. Alfonz javára, aki végül 1874-ben léphetett trónra. Fiuk tüdőbajban szenvedett, és még szülei életében, 1885-ben meghalt anélkül, hogy megérte volna a kisfia, XIII. Alfonz születését, aki csak 1886-ban jött a világra. A trónfosztás után feleségétől külön élt, de hivatalosan sohasem váltak el. Dédapaként Franciaországban halt meg.

## Gyermekei
- Feleségétől, II. Izabella (1830–1904) spanyol királynőtől, 12 gyermek:[1]
  - Bourbon N. (fiú) halva született (1849. május 20.)
  - Ferdinánd (Madrid, 1850. július 11. – Madrid, 1850. július 11.)
  - Izabella (1851–1931), Asztúria hercegnője (1851–1857 és 1874–1880), férje Bourbon Gaetan (1846–1871), Girgenti grófja, II. Ferdinánd nápoly–szicíliai király fia, gyermekei nem születtek
  - Mária Krisztina (1854. január 5. – 1854. január 7/8.)
  - Bourbon N. (gyermek) halva született (1855. szeptember 23/24.)
  - Bourbon N. (gyermek) halva született (1855. június 21.)
  - Alfonz (1857–1885), XII. Alfonz néven spanyol király, 1. felesége Orléans-i Mária Mercedes (1860–1878) montpensier-i hercegnő, I. Antal montpensier-i herceg és Bourbon Lujza spanyol infánsnő (II. Izabella királynő húga) lányaként VII. Ferdinánd spanyol király és I. Lajos Fülöp francia király unokája, nem születtek gyermekei, 2. felesége Habsburg–Tescheni Mária Krisztina (1858–1929) osztrák főhercegnő, magyar és cseh királyi hercegnő, 3 gyermek+2 természetes fiú, többek között:
    - (2. házasságából): Bourbon Mária de las Mercedes (1880–1904), Asztúria hercegnője, férje Bourbon–Szicíliai Károly (1870–1949), Caserta grófja, II. Ferdinánd nápoly–szicíliai király unokája, 3 gyermek, többek között:
      - Bourbon–Szicíliai Alfonz (1901–1964), Ferenc király egyetlen dédunokája, aki még az életében született, Asztúria hercege (1904–1907), felesége Bourbon–Pármai Aliz (1917–), 3 gyermek

    - (2. házasságából): XIII. Alfonz (1886–1941) spanyol király, felesége Viktória Eugénia (1887–1969) battenbergi hercegnő, 7 gyermek+4 természetes gyermek, többek között:
      - (III.) János (1913–1993), Barcelona grófja, címzetes spanyol király, felesége Bourbon Mária de las Mercedes (1910–2000) nápoly-szicíliai királyi hercegnő, 4 gyermek, többek között:
        - I. János Károly (1938–) spanyol király, felesége Oldenburgi Zsófia (1938–) görög királyi hercegnő, 3 gyermek

  - Mária de la Concepción (1859–1861)
  - Mária del Pilar (1861–1879)
  - Mária de la Paz (1862–1946), férje Wittelsbach Lajos Ferdinánd (1859–1949), Wittelsbach Adalbert bajor herceg fiaként I. Lajos bajor király unokája, 3 gyermek
  - Eulália (1864–1958), férje II. Antal (1866–1930), Montpensier és Galliera hercege, születése jogán spanyol királyi herceg (infáns), 2 fiú
  - Ferenc (Madrid, 1866. január 24. – Madrid, 1866. február 14.)